# Fml
fml（えふえむえる）はメーリングリスト管理ソフトウェア。1993年から、深町賢一により開発およびメンテナンスされている。Perlで書かれており、Perlと同じ（Artistic License）ライセンスとしている。

## 歴史
初期のバージョンではhmlをエミュレートするような設計であったことや、hmlのウェブページでfmlについて「子孫」と書かれているため、『hmlの改良』とfmlについて書かれたものもあるが、hmlのウェブページに「独自コード」とあるように、（FML 2.1 以降は）「壱から Full Scratch したもの」である。

## 読書案内
- 「fmlのProgramming Style」The Perl Confernce Japan 1998 セッション (1998年11月11日)[要文献特定詳細情報]